# Витраж
Витраж (фр. Vitrail) је површина састављана од разнобојних стакала ликовно уређених и спојених оловним тракама и служи за застакљивање прозора. Израз се употребљава и за означавање сликарске технике за његову производњу.
Током своје хиљадугодишње историје, термин се примењивао скоро искључиво на прозоре цркава и других значајних верских објеката. Иако се традиционално израђују у равним панелима и користе као прозори, креације модерних витражних уметника такође укључују тродимензионалне структуре и скулптуре. Савремена народна употреба често проширује појам „витраж” на домаће оловно светло и уметничке предмете направљене од стаклене фолије са примерима познатих светиљки Луиса Комфорта Тифанија.
Израдом витража баве се витражисти. Витражиста је најчешће и занатлија и уметник. Може се бавити израдом витража према својој или туђој замисли, или рестаурацијом већ постојећих. Ово је данас веома цењено занимање. Вештина израде витража изучава се најчешће у уметничким школама и на специјалистичким курсевима, а није реткост да се занат преноси у породици с колена на колено.

## Историја
Витражи су почели да се појављују у градњи средњоевропских готских катедрала које су имале отворе сувише велике да би се застаклиле једним стаклом и морало се спајати више стакала у једну целину.
Постепено је ово постала уметност. Како се пре витраж употребљавао само у црквама, храмовима и манастирима у данашњем времену он се употребљава и у домаћинствима за украшавање врата и прозора као декорација на њиховим деловима.

## Израда и рестаурација витража
Израдом витража баве се витражисти. Витражиста уклапа прецизно обликоване комаде најчешће обојеног стакла према моделу и спаја их помоћу посебних оловних профила који се загревају. У раду користи, калупе, кљешта, маказе, пинцете, лемилицу и додатне препарате. Витражиста често може и сам да припрема стакло, које боји металним оксидима, након чега се све греје у пећима на високим температурама. Израда идејних решења, нацрти, бирање, сечење и бојење стакла традиционалним методама такође спадају у делатности витражисте. Израда витража је спој креативности, уметности и занатства.
Рестаурација је посебно важан сегмент овог уметничког заната. То је начин да се сачувају нека изузетно вредна дела старих мајстора. Једна од законитости рестаурације је свакако очување оригиналног стања дела у што већој мери. Трајање рестаурације неког витража углавном зависи од општег стања самог дела.
Витражиста је занимање којим се чешће баве мушкарци, али има и жена. Најтежи део посла је монтажа, јер се витражи често монтирају на високим позицијама, где и временски услови могу бити отежани.

## Класичан витраж
Класичан витраж настаје спајањем разнобојног стакла на хладно помоћу оловних профила и употребљава се за декорисање прозорских отвора или врата.

## Тифани витражи
Тифани витраж је новија, филигранскија техника, стара неких стотинак година. Она пре свега омогућава израду витража од
много мањих комадића стакала, фуге су много тање и у просторијама где имате блиски контакт са витражима, тифани витражи делују много елегантније. Затим, тифани техника је омогућила да витражи не морају да буду само у једној равни.
Најпознатије су тифани лампе, али је могуће израђивати разне уметничке и употребне предмете.

## Лажан витраж
Лажан витраж припомиње на класичан витраж који је створен за разлику од класичног помоћу наношења боје на стакло и лепљењем оловне траке или чак наглашавање контура помоћу боје. Основни принцип да се витраж састоји од стаклених делова се овде не примењује.

## Производња стакла
Током касног средњег века, фабрике стакла су основане где је било доступно снабдевање силицијум диоксидом, основним материјалом за производњу стакла. Силицијуму је потребна веома висока температура за топљење, што нису све фабрике стакла могле да постигну. Такви материјали као што су калијум, сода и олово могу се додати да би се смањила температура топљења. Друге супстанце, попут креча, додају се за обнову ослабљене мреже и чине стакло стабилнијим. Стакло се боји додавањем металних оксидних прахова или фино уситњених метала док је у растопљеном стању. Оксиди бакра производе зелену или плавичастозелену боју, кобалт чини тамно плаву, а злато производи винско црвено и љубичасто стакло. Већина модерног црвеног стакла производи се користећи бакра, који је јефтинији од злата и даје светлију, црвену нијансу црвене боје. Стакло обојено док се налази у глиненом лонцу у пећи познато је као метално стакло у лонцу, за разлику од блиставог стакла.

## Boje

### „Метални лонац” и бљештаво стакло
Примарни начин укључивања боје у витраж је употреба стакла, првобитно безбојног, које је добило боју мешањем са металним оксидима у растопљеном стању (у реторти или „лонцу”), производећи стаклене плоче које су у потпуности обојене; ово је познато као „лончано метално” стакло. Друга метода, која се понекад користи у неким деловима прозора, је флеш стакло, танка превлака од обојеног стакла спојена са безбојним стаклом (или обојеним стаклом, за производњу другачије боје). У средњовековном стаклу се овај приступ посебно користио за црвено стакло, јер је стакло направљено од једињења злата било веома скупо и имало је тенденцију да буде превише дубоке боје за употребу у пуној дебљини.

### Боја за стакло
Друга група техника даје додатно обојење, укључујући линије и сенчење, третирањем површина обојених плоча и често фиксирањем ових ефеката лаганим печењем у пећи. Ове методе се могу користити на широким површинама, посебно са сребрном бојом, што је давало боље жуте боје од других метода у средњем веку. Алтернативно, могу се користити за сликање линеарних ефеката, или полихромних области детаља. Најчешћи начин додавања црне линеарне слике неопходне за дефинисање слика витража је употреба онога што се различито назива „стаклена боја”, „стакласта боја” или „посивљавајућа боја”. Ово је наносило као мешавина стакленог праха, гвожђа или рђе да би се добила црна боја, глине и уља, сирћета или воде ради текстуре која се може четкати, са везивним средством као што је арапска гума. На овон наносу би се сликало на комадима обојеног стакла, а затим би се загревало да сагоре састојци за давање текстуре, остављајући слој стакла и боје спојен са главним комадом стакла.

### Сребрна боја
„Сребрна боја”, уведена убрзо након 1300. године, произвела је широк спектар жутих до наранџастих боја; ово је „витраж” у изразу „витражно стакло”. Једињења сребра (нарочито сребро-нитрат) се мешају са везивним супстанцама, наносе на површину стакла, а затим пеку у пећи. Она могу произвести низ боја од наранџасто-црвене до жуте. Користе се на плавом стаклу за производњу зеленог. Начин загревања и хлађења стакла може значајно утицати на боје које производе ова једињења. Хемија у питању је сложена и није добро схваћена. Хемикалије заправо продиру у стакло на које су додате, те техника даје изузетно стабилне резултате. До 15. века ово је постало јефтиније него употреба металног стакла и често се користило са стакленом бојом као једином бојом на провидном стаклу. Сребрна боја се наносила је на супротну страну стакла за сребрно бојење, јер две технике нису добро деловале једна на другу. Мрља се обично налазила на спољашњој страни, где се чини да је стаклу давала извесну заштиту од временских утицаја, мада то може бити тачно и за боју. Такође су вероватно да су жарени одвојено, мрљи је било потребно мање топлоте од боје.